# Paul de Saisy de Kerampuil
Paul-Césaire-Emmanuel-Marie-Constantin, comte de Saisy de Kerampuil, né au Château de Ker-Saint-Éloy (Glomel) le 25 février 1829 et mort à Rennes le 25 avril 1894, est un militaire et un homme politique français.

## Biographie
Il fut l'un des quatre commandants des zouaves pontificaux à Rome, de 1860 à 1870. Au moment de la guerre, il devint colonel des mobiles de Guingamp, puis chef de la 4e brigade de la division Cathelineau à l'armée de Bretagne, et, après la guerre, commanda, avec le grade de lieutenant-colonel, le 73e régiment d'infanterie territoriale. 
Conseiller général et président du comité agricole de Carhaix, il fut élu sur la liste conservatrice de Finistère aux élections du 4 octobre 1885 ; il prit place à l'union des droites, combattit de ses votes la politique scolaire et coloniale des ministères républicains, et se prononça, dans la dernière session, contre le rétablissement du scrutin d'arrondissement, pour l'ajournement indéfini de la révision de la Constitution, contre les poursuites contre trois députés membres de la Ligue des patriotes, contre le projet de loi Lisbonne restrictif de la liberté de la presse, contre les poursuites contre le général Boulanger.
Paul de Saisy ne se représenta pas en 1889 et se consacra alors à la mairie de Plouguer.

## Sources
- « Paul de Saisy de Kerampuil », dans Adolphe Robert et Gaston Cougny, Dictionnaire des parlementaires français, Edgar Bourloton, 1889-1891 [détail de l’édition]
- « Dictionnaire des Parlementaires français », Jean Jolly (1960/1977)